# Skjombrua

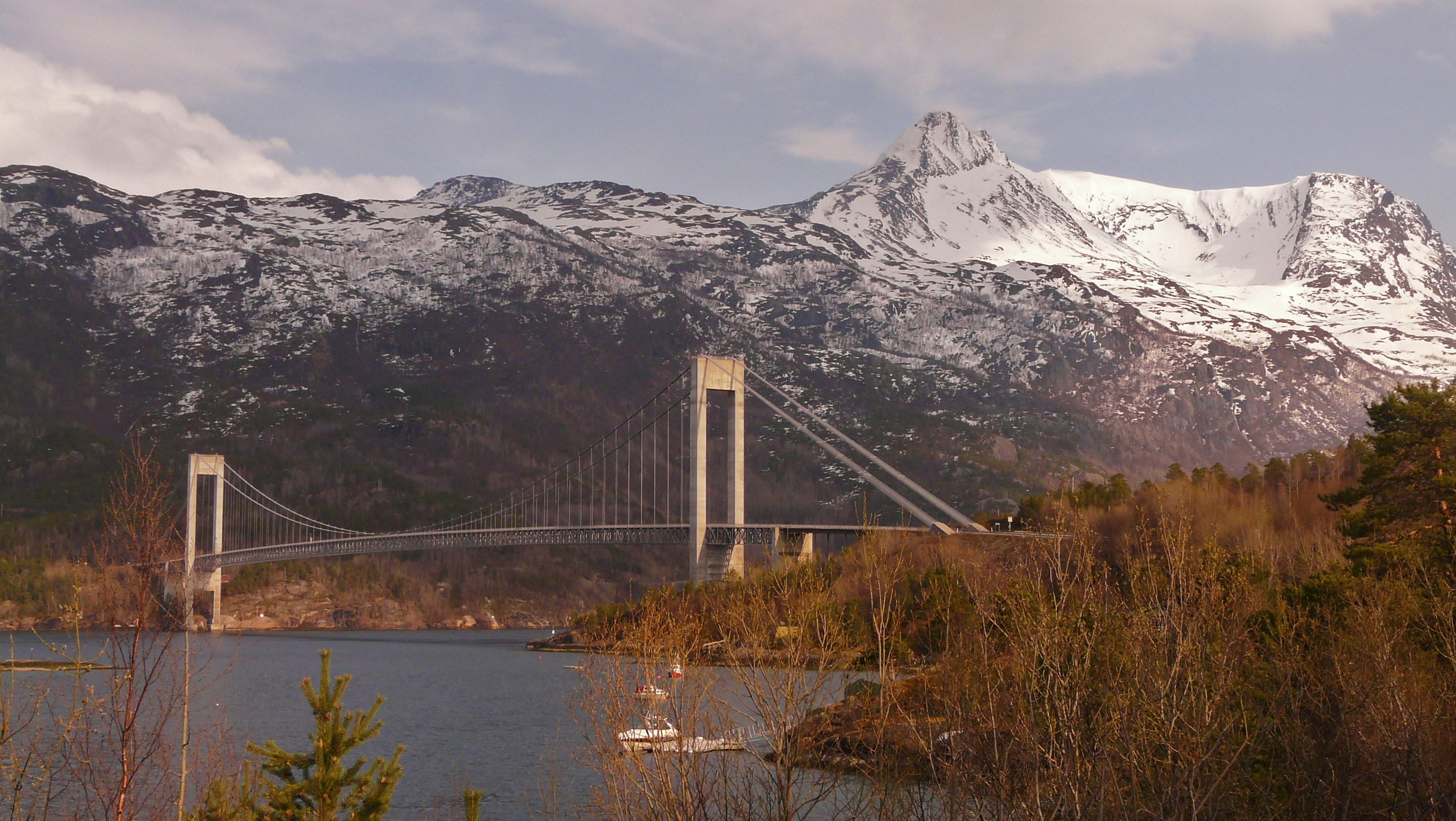
Pohled na most.

Skjombrua (známý také jako Skjomen bfií) je visutý silniční most překonávající fjord Skjomen 20 km západně od města Narvik v norském kraji Nordland. Je součástí úseku Evropské silnice E6 mezi obcemi Vidrek a Håkvika.
Celková délka mostu je 711 m. Největší z 9 rozpětí má délku 525 m, čímž je spolu s mostem Kvalsundbrua na osmém místě mezi nejdelšími mostními rozpětími v Norsku. Nejvyšší bod mostovky se nachází 35 m nad hladinou fjordu. Otevřen byl 10. listopadu 1972.